# سیارک ۱۲۱۱۵
سیارک ۱۲۱۱۵ (به انگلیسی: 12115 Robertgrimm، نامگذاری:1998SD2)۱۲۱۱۵مین سیارک کشف شده‌است که در ۱۶ سپتامبر ۱۹۹۸ کشف شد.